# Musée de la Paix Himeyuri
Ne doit pas être confondu avec Musée préfectoral mémorial de la paix d'Okinawa.
Le musée de la Paix Himeyuri (ひめゆり平和祈念資料館, Himeyuri heiwakinen shiryōkan) est un musée situé à Itoman sur l'île d'Okinawa, au Japon. Il ouvrit ses portes le 23 juin 1989. Le mémorial commémore le sort de 222 élèves âgés de 15 à 19 ans et de 18 enseignants, membres de l'escadron Himeyuri, employés comme infirmiers et infirmières qui prêtèrent assistance aux soldats japonais durant la bataille d'Okinawa en 1945. Au cours de cette bataille 134 élèves et enseignants de ces équipes médicales perdirent la vie lors des combats.
Au cours de la bataille d'Okinawa, le Japon avait mis en place dans des grottes, un hôpital pour les blessés. À l'intérieur du musée se trouve un diorama reconstituant le troisième département de chirurgie de cet hôpital de fortune. Non loin du musée se trouve également le mémorial Himeyuri.
La date du 23 juin, jour de l'ouverture du musée, fut choisie pour être celle d'un jour férié comme étant celui du jour du souvenir d'Okinawa. En 1992, le musée de la Paix Himeyuri s'est vu décerner le prix Kan-Kikuchi.